# ويلهويت (ميزوري)

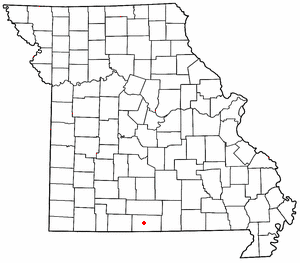
موقع ويلهويت، ميزوري

ويلهويت (بالإنجليزية: Willhoit)‏ هي إحدى المجتمعات الفردية  (غير مصنفة) في ولاية ميزوري في الولايات المتحدة الأمريكية.